# بارتولوميو كريستوفوري

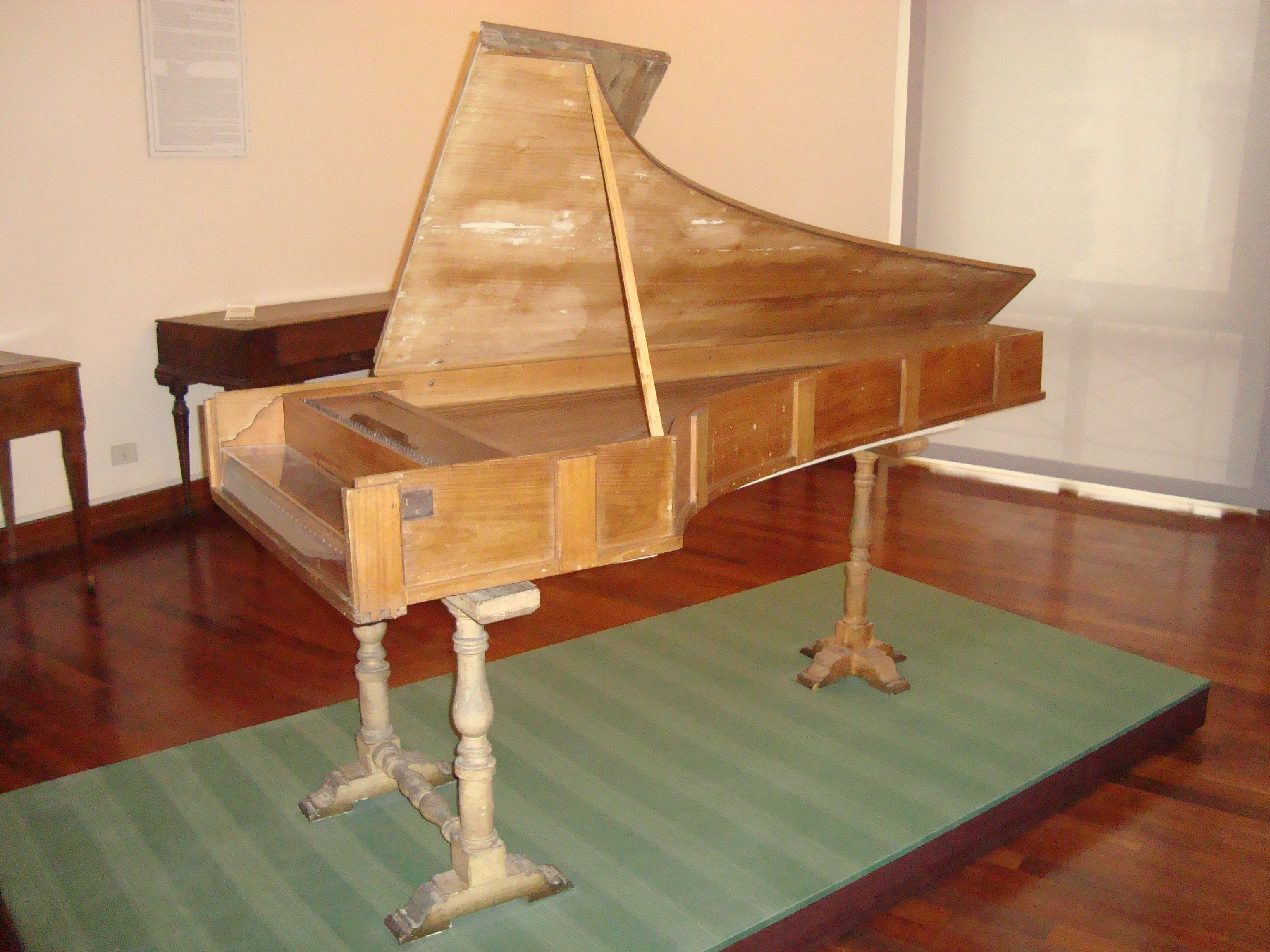
فورتي-بيانو من صناعة كريستوفوري عام 1722م، متحف موسيقا في روما

بارتولوميو كريستوفوري (بالإنجليزية: Bartolomeo Cristofori)‏ (4 مايو 1655 – 27 يناير 1731)، صانع آلات موسيقية إيطالي، في عام 1709م، اخترع آلةً ذات لوحة مفاتيح تضرب أوتارها بالمطارق وسماها البيان القيثاري ذا الصوت الخفيض والمرتفع، ويعزى إليه اختراع الفورتي-بيانو (بالإنجليزية: Fortepiano)‏ وهي التي مهدت لصناعة البيانو الحديث.

## حياته
ولد يوم 4 مايو 1655 وتوفي يوم 27 يناير 1731 وقد قام باختراع الآلة الموسيقية الخاصة به في عام 1709 ميلادي".
عمل كريستوفوري منذ فتوته في ورشة صناعة الكلافيسان بمدينة بادوفا، ومع تقدمه وفي هذا المضمار ذاع صيته كصانع ماهر وباحث دؤوب في مجال تطوير الكلافيسان.عند بلوغه الرابعة والثلاثين تلقى دعوة الأمير فرديناند دي مديتشي لشغل وظيفة قيم متحف الالات الموسيقية لال مديتشي بفلورانسا، امنت له الوظيفة الجديدة موردا ثابتا ومنحته متسعا كافيا من الوقت للتفرغ لابحاث تطوير الكلافيسان، وهيات له فرصة قيمة للاطلاع عن كثب على نتائج امهر صناع الالات الموسيقية في أوروبا[1]. مازلنا نجهل كم من الوقت استغرقت ابحاثه وتجاربه إلى اقتنع باستحالة تطوير الكلافسان وبضرورة اختراع آلة جديدة[2]. في عام 1709 شاهد زوار متحف ال مديتشي اربع الات تشبه الكلافيسان ظاهرا وتختلف عنها صوتا وقد سماها مخترعها "Gravicemblo col piano e Fotre " أي كلافيسان ذو صوت خافت وعالي [3].استمر كريستوفوري حتى عام 1720 في تطوير الته الجديدة، الا انه تردد في اشهارها معتقد انها لم تكتمل بعد[4]. توفي عام 1731 فقيرا منسيا دون ان يخلف ورائه تلامذة أو أبناء يرثون اختراعه، ولولا ذكره في صحيفة سيبيون لنسي تماما خاسرا اسبقيته في اختراع البيانو فورتي [5].كريستوفوري كان أول من انهى صنع آلة البيانو فورتي ولكنه لم يكن الباحث الوحيد في هذا المجال فالعديد من الباحثين امثال كريستوفر شروتر، جان ماريوس، كارلو غريمالدي، وعائلة سيلبرمان كانو يبحثون كل من جانبه عن وسيلة لتطوير الكلافيسان أو اختراع بديل له [6].

## عمله
اخترع آلةً ذات لوحة مفاتيح تضرب أوتارها بالمطارق وسماها البيانو القيثاري ذا الصوت الرقيق والمرتفع. وقد سبقت آلة كريستوفوري هذه، البيانو الحديث.